# Woodberry-Nunatakker
Die Woodberry-Nunatakker sind eine Gruppe kleiner und bis zu 826,5 m hoher Nunatakker in den Framnes Mountains im ostantarktischen Mac-Robertson-Land. Sie ragen in der Casey Range 1,5 km nördlich des Lucas-Nunataks auf.
Norwegische Kartografen kartierten sie anhand von Luftaufnahmen, die bei der Lars-Christensen-Expedition 1936/37 entstanden. Eine Mannschaft der Australian National Antarctic Research Expeditions besuchte sie 1962 und nahm die Benennung vor. Namensgeber ist Barry D. Woodberry, Ionosphärenphysiker auf der Mawson-Station und Mitglied dieser Mannschaft.